# Cary Elwes
Pour les articles homonymes, voir Elwes.
Ivan Simon Cary Elwes, dit Cary Elwes, est un acteur, producteur et scénariste britannique, né le 26 octobre 1962 à Westminster (Londres).

## Biographie

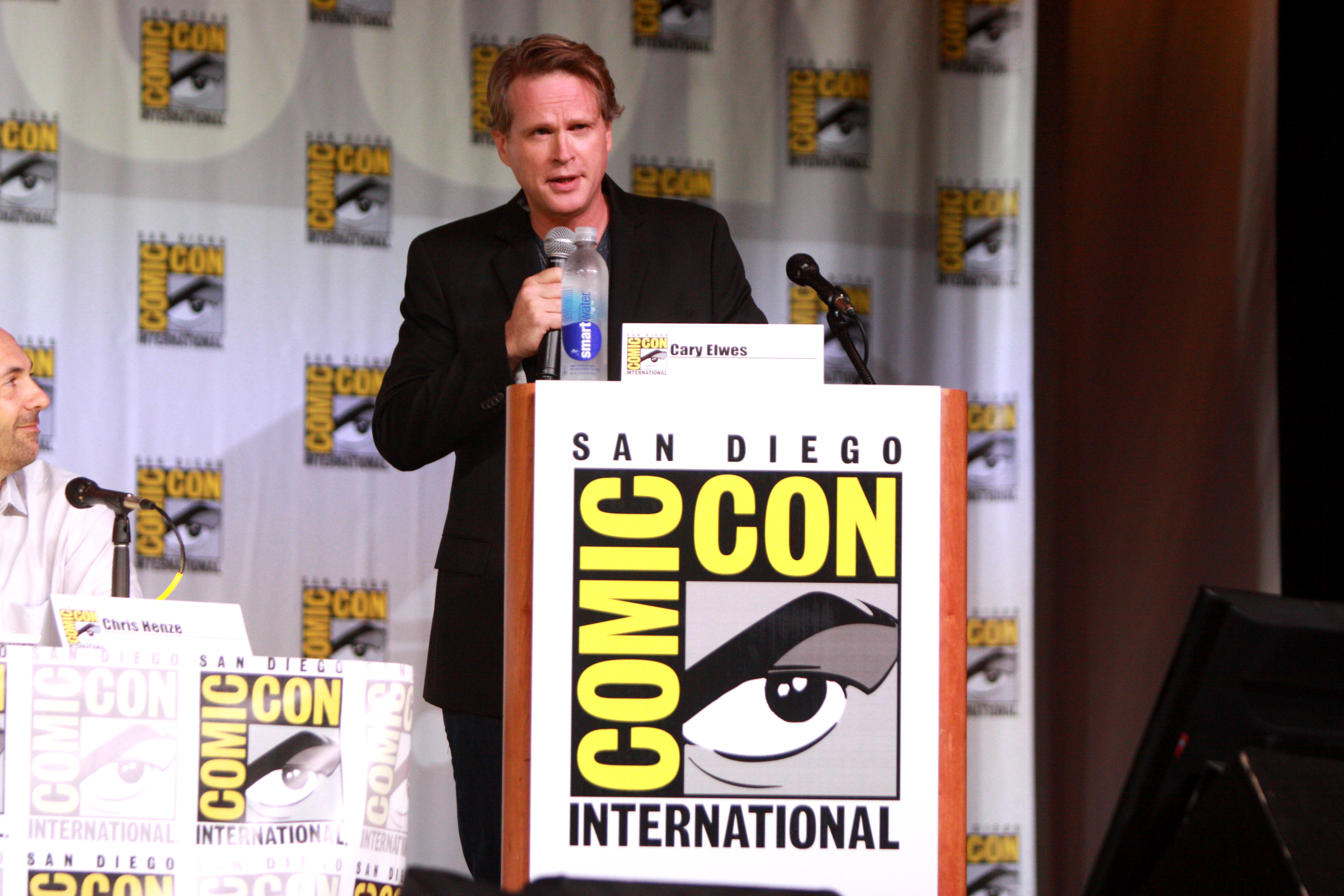

### Jeunesse et formation
Cary Elwes est le fils de Dominick Elwes (en), artiste peintre, et Tessa Kennedy (en), décoratrice. Il a deux frères, Cassian Elwes (en) et Damian Elwes (en).

### Vie privée
Il est marié à Lisa Marie Kurbikoff. De leur union est née une fille, prénommée Dominique.

## Filmographie

### Cinéma

#### Films
- 1979 : Yesterday's Hero de Neil Leifer : Disco Dancer
- 1984 : Another Country : Histoire d'une trahison (Another Country) de Marek Kanievska : James Harcourt
- 1984 : Oxford Blues de Robert Boris : Lionel
- 1985 : La Promise (The Bride) de Franc Roddam : Josef
- 1986 : Lady Jane de Trevor Nunn : Guilford Dudley
- 1987 : Machenka de John Goldschmidt : Ganin
- 1987 : Princess Bride (The Princess Bride) de Rob Reiner : Westley
- 1988 : Never on Tuesday de Adam Rifkin : Tow Truck Driver
- 1989 : Glory d'Edward Zwick : major Cabot Forbes
- 1990 : Jours de tonnerre (Days of Thunder) de Tony Scott : Russ Wheeler
- 1991 : Hot Shots! de Jim Abrahams : lieutenant Kent Gregory
- 1992 : Leather Jackets de Lee Drysdale : Dobbs
- 1992 : Dracula de Francis Ford Coppola : Lord Arthur Holmwood
- 1993 : Diabolique Séduction d'Alan Shapiro : Nick Eliot
- 1993 : Sacré Robin des Bois (Robin Hood: Men in Tights) de Mel Brooks : Robin des Bois
- 1994 : À toute allure (The Chase) de Adam Rifkin : Steve Horsegroovy
- 1994 : Le Livre de la jungle (The Jungle Book) de Stephen Sommers : le capitaine William Boone
- 1996 : Twister de Jan de Bont : Dr Jonas Miller
- 1997 : Menteur, menteur (Liar Liar) de Tom Shadyac : Jerry
- 1997 : L'Informateur (The Informant) de Jim McBride : lieutenant David Ferris
- 1997 : Le Collectionneur (Kiss the Girls) de Gary Fleder : inspecteur Nick Ruskin
- 1998 : Excalibur, l'épée magique (Quest for Camelot) : Garrett (voix originale)
- 1999 : Broadway, 39e rue de Tim Robbins : John Houseman
- 2000 : L'Ombre du vampire (Shadow of the Vampire) de E. Elias Merhige : Fritz Arno Wagner
- 2001 : 1943, l'ultime révolte (Uprising) : Dr Fritz Hippler
- 2001 : Un parfum de meurtre : Thomas H. Ince
- 2002 : Wish You Were Dead : Mac « Macbeth » Wilson
- 2002 : Comic Book Villains (vidéo) : Carter
- 2004 : Saw de James Wan : Dr Lawrence Gordon
- 2004 : Ella au pays enchanté (Ella Enchanted) de Tommy O'Haver : Edgar
- 2004 : American Crime (vidéo) : Albert Bodine
- 2005 : Neo Ned de Van Fischer : Dr Magnuson
- 2005 : Edison de David J.Burke : D.A. Jack Reigert
- 2006 : National Lampoon's Pucked de Arthur Hiller : Norman
- 2006 : Factory Girl de George Hickenlooper : Sam Green
- 2006 : The Dread Pirate Roberts: Greatest Legend of the Seven Seas (vidéo) : Professor E. L. Rawscey
- 2007 : Mère-fille, mode d'emploi (Georgia Rule) de Gary Marshall : Arnold
- 2007 : Walk the Talk de Matthew Allen : Erik
- 2008 : The Alphabet Killer de Rob Schmidt : Kenneth Shine
- 2009 : Le Drôle de Noël de Scrooge (A Christmas Carol) de Robert Zemeckis : Portly Gentleman #1 / Dick Wilkins / Mad Fiddler / Guest #2 / Business Man #1
- 2010 : Dark Side (As Good as Dead) : Ethan Belfrage[1]
- 2010 : Flying Lessons de Derek Magyar : Steven Jennings
- 2010 : Psych 9 de Andrew Shortell : Dr Clement
- 2010 : Little Murder  de Predrag Antonijevic : Barry Fitzgerald
- 2010 : Shadows : Jeff Mathews
- 2010 : Saw 3D : Chapitre final de Kevin Greutert : Dr Lawrence Gordon
- 2011 : Les Aventures de Tintin : Le Secret de La Licorne (The Adventures of Tintin: The Secret of the Unicorn) de Steven Spielberg : le pilote
- 2011 : Sex Friends de Ivan Reitman : Dr Metzner
- 2011 : Happy New Year (New Year's Eve) de Garry Marshall : Dr Stan
- 2014 : Bad Luck de John Herzfeld : Kersey
- 2014 : Mauvaises Fréquentations (Behaving Badly) de Tim Garrick : Joseph Stevens
- 2016 : Being Charlie de Rob Reiner : David
- 2016 : La Reine d'Espagne (La Reina de España) de Fernando Trueba : Gary Jones
- 2017 : Don't Sleep de Rick Bieber : Dr Richard Sommers
- 2017 : Billionaire Boys Club de James Cox : Andy Warhol
- 2019 : Black Christmas de Sophia Takal : le professeur Gelson
- 2021 : La Chapelle du diable de Evan Spiliotopoulos : l'archevêque Gyles
- 2021 : Un château pour Noël de Mary Lambert : Myles
- 2023 : Operation Fortune: Ruse de guerre de Guy Ritchie : Nathan Jasmine
- 2023 : Mission impossible : Dead Reckoning (Mission: Impossible – Dead Reckoning) de Christopher McQuarrie : Denlinger
- 2023 : Rebel Moon - Partie 1 : Enfant du feu (Rebel Moon: Part One – A Child of Fire) de Zack Snyder : le roi
- 2023 : BlackBerry de Matt Johnson : Carl Yankowski
- 2024 : Le Ministère de la Sale Guerre (The Ministry of Ungentlemanly Warfare) de Guy Ritchie : Colin Gubbins
- 2024 : Rebel Moon - Partie 2 : L'Entailleuse (Rebel Moon: Part Two – The Scargiver) de Zack Snyder : le roi
- 2025 : Mission: Impossible - The Final Reckoning de Christopher McQuarrie : Denlinger

#### Films d'animation
- 2009 : Drôle de grenier ! : Sir Handsome (voix anglaise)
- 2012 : Delhi Safari : le Sultan et le commandant des abeilles (voix anglaise)
- 2012 : Rodencia y el Diente de la Princesa : Sir Thaddeus (voix originale)
- 2013 : La Ligue des justiciers : Le Paradoxe Flashpoint : Aquaman (voix originale)
- 2014 : À la poursuite du Roi Plumes : le père de Jonah (voix anglaise)

### Télévision

#### Téléfilms
- 1998 : Secret défense (The Pentagon Wars) : Lt. Col. James G. Burton
- 2000 : L'Homme traqué (Race Against Time) : Burke
- 2004 : Dans la peau du tueur (The Riverman) : Ted Bundy
- 2005 : Pope John Paul II : Karol Wojtyla, jeune
- 2006 : Haskett's Chance : Mark Haskett / Chris Dalness
- 2013 : Horizon : Max Hartman
- 2013 : Anna Nicole : Star déchue (Anna Nicole) : Everett Pierce Marshall
- 2016 : Égarement coupable (Indiscretion) : Jake Simon

#### Séries télévisées
- 1996 : Seinfeld : David
- 1998 : De la Terre à la Lune (From the Earth to the Moon) : Michael Collins (mini-série)
- 1999 : Au-delà du réel : L'aventure continue (The Outer Limits) : Dr John York
- 2001 : Les Nuits de l'étrange (Night Visions) (série télévisée) : Gerald
- 2001-2002 : X-Files : Aux frontières du réel (The X Files) : l'assistant du directeur du FBI Brad Follmer (6 épisodes, saison 9)
- 2007 : New York, unité spéciale (Law and Order: Special Victims Unit) : Sidney Truex (saison 8, épisode 14)
- 2009-2014 : Psych : Enquêteur malgré lui (Psych) : Pierre Despereaux (4 épisodes)
- 2012 : Leverage : Scott Roemer (saison 5, épisode 1)
- 2012 : Perception : l'officier de renseignement Britannique (saison 1, épisode 4)
- 2015-2016 : The Art of More : Arthur Davenport (20 épisodes)
- 2016-2017 : Life in Pieces : le professeur Sinclair Wilde (4 épisodes)
- 2018 : Youth and Consequences : Joel Cutney (mini-série, 2 épisodes)
- 2019 : Stranger Things : le maire Larry Kline (3 épisodes)
- 2020 : Katy Keene : Leo Lacy (1 épisode)
- 2024 : Knuckles : "Pistol" Pete Whipple

#### Séries d'animation
- 1998 : Minus et Cortex (Pinky and the Brain) : Hamlet (saison 3, épisode 25) et le réalisateur (voix originale - saison 3, épisode 32)
- 1998 : Hercule (Hercules) : Pâris (voix originale - saison 1, épisode 26)
- 1999 : Batman, la relève (Batman Beyond) : Paxton Powers (voix originale - saison 1, épisode 13)
- 2014-2016 : Les Griffin (Family Guy) : Docteur Watson (voix originale, 2 épisodes), Charles Dickens (saison 14, épisode 2), l'assistant d'Edison (saison 14, épisode 14) et voix additionnelles
- 2015-2016 : Princesse Sofia : le prince Roderick (voix originale - saison 3, épisode 6) et Basil (saison 3, épisode 21)
- 2018 : Les Aventures du Chat potté : Guy Fox (voix originale - saison 6, épisode 7)

### Producteur
- 1992 : Leather Jackets
- 2002 : Comic Book Villains (vidéo)
- 2007 : Walk the Talk

### Scénariste
- 2015 : Elvis and Nixon de Liza Johnson

## Voix francophones
En France, Cary Elwes est le plus souvent doublé par Éric Herson-Macarel et Éric Aubrahn. Bertrand Liebert et Georges Caudron l'ont également doublé à six et quatre reprises.
En France
| - Éric Herson-Macarel dans : - Menteur, menteur - Le Collectionneur - L'Ombre du vampire - Un parfum de meurtre (1er doublage) - Saw - Saw 2 - Edison - Saw 3D : Chapitre final - Happy New Year - Mission impossible : Dead Reckoning - Mission: Impossible - The Final Reckoning - Éric Aubrahn dans : - Un parfum de meurtre (2e doublage) - Leverage (série télévisée) - Anna Nicole : Star déchue (téléfilm) - Horizon (téléfilm) - Life in Pieces (série télévisée) - Stranger Things (série télévisée) - Knuckles (mini-série) - Bertrand Liebert dans : - Princess Bride - X-Files : Aux frontières du réel (série télévisée) - New York, unité spéciale (série télévisée) - Psych : Enquêteur malgré lui (série télévisée) - Les Aventures de Tintin : Le Secret de La Licorne (voix) - Perception (série télévisée) | - Georges Caudron (*1952-2022) dans : - Dracula - Mère-fille, mode d'emploi - Dark Side - Bad Luck - Emmanuel Curtil dans : - Sacré Robin des Bois - Excalibur, l'épée magique (voix) - Un château pour Noël - Pierre Tessier dans : - Twister - Le Ministère de la Sale Guerre - Jean-Philippe Puymartin dans : - Égarement coupable (téléfilm) - La Fabuleuse Madame Maisel (série télévisée) - Philippe Chaine dans : - Rebel Moon - Partie 1 : Enfant du feu - Rebel Moon - Partie 2 : L'Entailleuse Et aussi - Emmanuel Karsen dans Jours de tonnerre - Bernard Gabay dans The Crush - Renaud Marx dans À toute allure - Frédéric van den Driessche dans Le Livre de la jungle - Bertrand Arnaud dans L'Homme traqué (téléfilm) - Denis Laustriat dans Les Nuits de l'étrange (série télévisée) - Daniel Lafourcade dans 1943 l'ultime révolte - Loïc Houdré dans Ella au pays enchanté - Nicolas Marié dans American Crime - Christophe Seugnet dans Mauvaises Fréquentations - Nicolas Matthys dans Black Christmas |